# 宪州
宪州，唐朝时设置的州。
龙纪元年（889年）置，治所在楼烦县（今山西省娄烦县）。辖境相当今山西省娄烦县及静乐县部分地，下辖楼烦县、天池县、玄池县，寻废。五代十国时，为北汉属州。北宋初治所在楼烦县。咸平五年（1002年），徙治静乐县（即今山西静乐县），天池县、玄池县并入静乐县。熙宁三年， 废宪州，静乐县属岚州。熙宁十年，复宪州，仍领静乐县。崇宁时，户二千七百二十二，口七千四百四十四。贡麝香。下领一县：静乐县。金朝天德三年（1151年），改为管州。
宪州刺史
- 马师素（888年）
- 任圜（唐朝末年）